# Bonneuil-les-Eaux
Bonneuil-les-Eaux es una comuna francesa situada en el departamento de Oise, en la región de Alta Francia.

## Demografía
| 658 | 672 | 686 | 694 | 745 | 751 | 790 |
| Para los censos de 1962 a 1999 la población legal corresponde a la población sin duplicidades (Fuente: INSEE [Consultar]) |     |     |     |     |     |     |